# Tetraceratobunus
Tetraceratobunus is een geslacht van hooiwagens uit de familie Sclerosomatidae.
De wetenschappelijke naam Tetraceratobunus is voor het eerst geldig gepubliceerd door Roewer in 1915. 

## Soorten
Tetraceratobunus omvat de volgende 3 soorten:
- Tetraceratobunus lineatus
- Tetraceratobunus lithobius
- Tetraceratobunus marmoratus